# Syndicat de professionnelles et professionnels du gouvernement du Québec
Le Syndicat de professionnelles et professionnels du gouvernement du Québec (SPGQ) est un syndicat qui représente la plupart des professionnels employés directement par le gouvernement du Québec. Il représente aussi des professionnels employés par plusieurs sociétés d'État et dans les réseaux de la santé et de l'éducation. Il est affilié à l'Internationale des services publics.
Le syndicat représente au-delà de 25 500 personnes appartenant à 38 unités de négociation. Le nombre de ses membres en fait un des plus importants syndicats de professionnels du Québec.

## Histoire
Le SPGQ a été fondé en 1968 et il regroupait cinq des six syndicats du Conseil syndical des professionnels du gouvernement du Québec créé pour sa part en 1966 pour négocier les premières conventions collectives de ces syndicats. Le SPGQ est né de la fusion de syndicats représentants divers groupes de professionnels, dont les premiers avaient été fondés en 1965. Le 9 mai 1966, une grève est déclenchée qui se terminera douze semaines plus tard par la signature des premières conventions collectives.